# 山内邦之
山内 邦之（やまうち くにゆき、1957年4月4日 - 、旧姓：関）483は、「人生イキイキプロデューサー」。有限会社ラビングプレゼンス代表、トータルプランニング・プロデューサー＆トレーナーとして活動中。

## 経歴
東京都中央区新富町生まれ、玉川学園高等部、玉川大学文学部芸術学科演劇専攻卒業。
現在は関西在住。人とお店が輝くプロデューサーとして、独自ワークショップや企業や学校での研修とともに、ワークショップを開催している。
fmGIG 「DJクニユキの人生イキイキ Go Sign！」のラジオパーソナリティとしても活動中。
1982年より株式会社オリエンタルランドが運営する東京ディズニーランドの0期オープニングスタッフとして始動。アトラクション「ジャングルクルーズ」にて、ナレーション/教育担当リードとして、マニュアルである台本作成と、船長役のスキッパーキャスト70名を育てる。デイパレード含む複数のアトラクションの現場監督リードとして運営管理を行う。
営業部時代は、静岡・東海地区エリアの旅行代理店を担当、第二次商圏からの来園者増の実績を残す。開演当初クリスマス集客に実績がなかった頃、「静岡/東海地区感謝デー」を遂行、冬期における集客の掘り起こしを行う。
2001年～2007年ユー・エス・ジェイにてトレーニングマネージャーとしてクルーのと教育に携わる。また、ゲストサービスプロジェクトの一員として、ユニバーサルスタジオ・ジャパンのゲストサービス向上に貢献する。
近年は、接客関連業種の企業研修とともに、子どもたちとの触れ合いに趣きを感じ学童、療育関連の仕事にも従事している。
国内のテーマパークやアミューズメント施設の立ち上げやスタッフ教育に従事。また、接客業種を対象にしたスタッフ対象のコミュニケーション＆表現力を向上のトレーニング。トレーナーやデモンストレーターの方たちのパフォーマンス力向上の指導も行っている。
演劇プロデューサーの経験もふまえ「人とお店が輝くお店づくりをプロデュース」と銘打ち、ゲストの五感にフォーカスした接客アプローチを展開、ゲストにとってのハピネス体験を演出、ファンに愛されるお店づくりをプロデュース。
オリジナル教育プログラムとして、ディズニーのサービス哲学と演劇的エンターテイメント要素を融合したゲストアプローチの『接客道場 A.E.Aプログラム』と、個人の表現力向上を目的とした『パフォーマンス・アップ・トレーニング』を主宰している。